# Gillis van Tilborgh
Gillis van Tilborgh —també van Tilborch— (c. 1625 - 1678) va ser un pintor barroc flamenc actiu a Brussel·les. Nascut possiblement a Brussel·les, podria haver estat deixeble del seu pare, també anomenat Gillis van Tilborgh, i de David Teniers el Jove. Establert a Brussel·les i admès com a mestre en el gremi de Sant Lluc el 1654, va aconseguir èxit amb les seves escenes camperoles, compostes per un nombre reduït de personatges d'aspecte freqüentment ridícul i en contextos satírics, potser per influència de Joos van Craesbeeck, o tractades com a al·legories dels sentits, com en la sèrie del Museu de Belles Arts de Dijon.

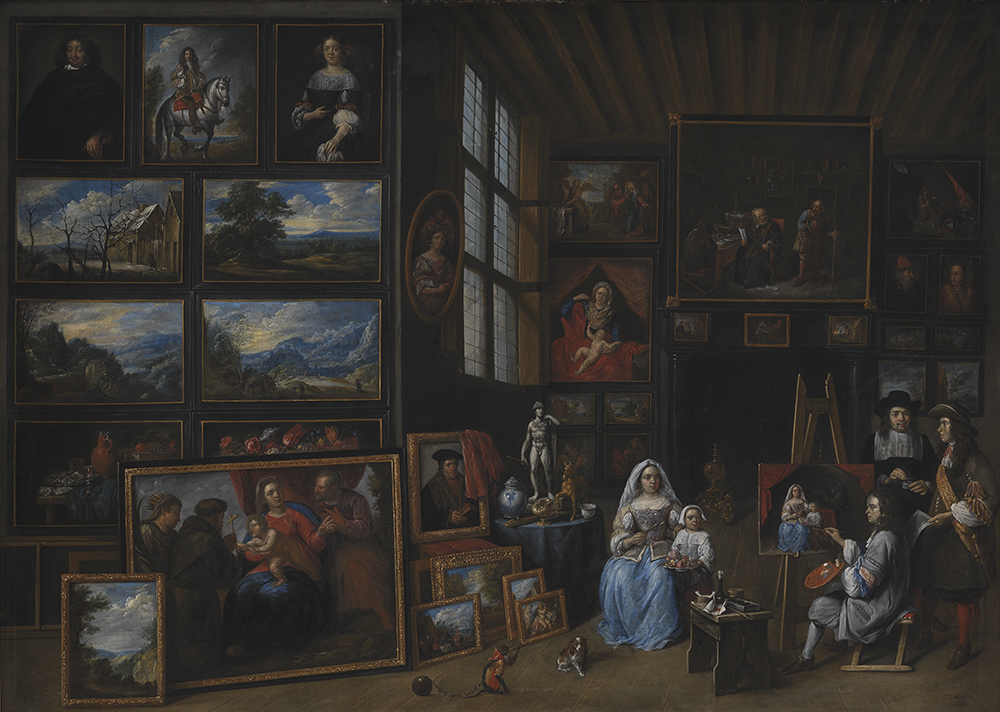
L'esposa i filla del col·leccionista posant davant un pintor. Al·legoria de la pintura o L'estudi de l'artista, oli sobre llenç, 112,6 x 151,8 cm, Copenhaguen, Statens Museum for Kunst.

Tilborgh es va especialitzar en els retrats de grup de l'alta societat, amb tendència a interpretar estereotipadament els elegants models de Gonzales Coques (Retrat de Família, l'Haia, Mauritshuis). Va conrear també el paisatge i la pintura de galeries o col·leccions d'art, gènere característic d'Anvers, encara que en Tilborgh té una intenció més al·legòrica que testimonial, com posa de manifest L'estudi de l'artista (Copenhaguen, Statens Museum for Kunst) on la figura del pintor davant el cavallet actua com una al·legoria de la pintura.